# 안동 죽암서실
안동 죽암서실(安東 竹巖書室)은 경상북도 안동시 풍산읍 오미리에 있는 한옥이다. 2013년 8월 19일 경상북도의 문화재자료 제609호로 지정되었다.

## 지정 사유
안동 죽암서실은 산 아래 마을에서 아침저녁으로 밥 짓는 연기가 산허리를 휘감고 있는 경관과 산 능선 너머 풍산들과 낙동강의 먼 경관을 즐길 수 있는 곳에 터를 잡았고, 서실 주변은 대나무와 바위가 감싸고 있는 독특한 경관을 갖고 있다. 죽암서실은 풍산김씨의 씨족마을 오미리 배후에 위치한 의식영역으로서 후학을 양성하고 학문을 닦고 자연경관을 만끽할 수 있는 곳으로, 정면과 배면의 중앙 기둥 상부 초각 두공 짜 맞춤은 서실 건축에서 보기 드문 모습이며, 가구 부재 및 기다 구조재는 매우 양호한 상태다. 다라서 본 건물은 서실 건축연구 및 지역건축사 연구에 중요한 사료로 더 훼손되기 전에 문화재로 지정하여 보존할 필요가 있다. 민속문화재로 신청하였지만 문화재자료로 지정한다.

## 참고 자료
- 안동 죽암서실 - 국가유산청 국가유산포털